# Mission: Impossible (игра, 1990)
Mission: Impossible — приключенческий экшен, выпущенный фирмой Konami/Ultra Games для игровой восьмибитной приставки Nintendo Entertainment System, основанный на телесериале Миссия невыполнима.

## Сюжет
Три специалиста-агента из команды IMF — Макс, Грант и Николас, отправляются на спасение знаменитого учёного (известного как Доктор «0») и агента IMF Шеннон Рид, похищенных террористической группировкой «Sinister 7». Погоня за врагом проведёт агентов от каналов Венеции до швейцарских Альп, и чтобы найти заложников, команде придётся пройти несколько многоуровневых враждебных локаций.

## Игровой процесс
Игровой процесс представлен в виде сверху. Игрок управляет тремя оперативниками IMF из телесериала — Максом, Грантом и Николасом. Все они имеют различные навыки, необходимые для успешного выполнения заданий. Персонаж в любое время может быть сменён на другого (при условии, что тот жив).